# TDF (satélite)
TDF foi uma série com dois satélites de telecomunicações (localizados na posição orbital de 19 graus de longitude oeste) foram o resultado de um acordo franco-alemão. Esse acordo previa, no início dos anos 1980, a produção e lançamento de satélites para a transmissão direta de alta potência. As especificações eram comparáveis aos dos satélites alemãs TV-Sat 1 e 2.
Os satélites foram feitos pelo consórcio Eurosatellite GmbH no Centro Espacial de Cannes - Mandelieu, com base em uma satélite Spacebus 300.
Estes satélites foram originalmente planejados para transmitir programas Secam. Com a evolução da tecnologia, que mais tarde foi decidido transmitir D2-MAC.
A vida dos dois satélites não foi, de longe, um mar de tranquilidade. Falhas diversas causaram o encerramento de diversos tubos transmissores destes satélites deixaram inativa até a Télédiffusion de France (TDF), sua proprietário, vendida a Eutelsat. Enquanto isso, os governos europeus têm abandonado o projeto Europesat que deveria suceder o projeto franco-alemão.

## Satélites
| Satélite | Fabricante   | Data do lançamento    | Veiculo de lançamento | Estado  |
| -------- | ------------ | --------------------- | --------------------- | ------- |
| TDF-1    | Aérospatiale | 28 de outubro de 1988 | Ariane 2              | Inativo |
| TDF-2    | Aérospatiale | 24 de julho de 1990   | Ariane-44LP H10       | Inativo |